# Wybory samorządowe na Ukrainie w 2020 roku
Wybory samorządowe na Ukrainie w 2020 roku – pierwsze wybory samorządowe na Ukrainie zorganizowane po przeprowadzeniu reformy decentralizacyjnej. Odbyły się 25 października 2020 przy rekordowo niskiej frekwencji (37%) spowodowanej pandemią COVID-19. Największe poparcie uzyskali kandydaci z komitetów niezależnych oraz partii lokalnych (17,7% w radach wszystkich szczebli samorządu), rządzącej w kraju partii Sługa Ludu (14,57%) oraz partii Batkiwszczyna (10,35%). W komentarzach powyborczych wskazywano m.in. na dobre wyniki komitetów lokalnych, niski wynik (mimo zajęcia 1. miejsca) prezydenckiej partii Sługa Ludu oraz na zauważalny poprawę notowań prorosyjskiego Bloku Opozycyjnego. Wskazywano też na szczególne znaczenie tych wyborów w kontekście zakończenia procesu łączenia hromad oraz wzmocnienia pozycji władz lokalnych w następstwie reformy decentralizacyjnej.